# John Robert Mills
John Robert Mills, mais conhecido simplesmente por John Mills (Vigo, 13 de maio de 1938 — São Paulo, 24 de dezembro de 2018) foi um escritor e historiador de futebol, especialmente do futebol no Brasil, tendo sido o primeiro a dedicar-se a este tema. Filho de pai inglês e mãe basca, Mills radicou-se no Brasil em 1969 (após alguns anos morando em Lima, no Peru), inicialmente para permanecer alguns meses, mas acabou ficando no país até a data de sua morte, em dezembro de 2018. Seu avô foi um dos 32 fundadores do Athletic Bilbao. Mills se dizia torcedor de quatro clubes: Corinthians, Arsenal, Athletic Bilbao e Juventus.
Sempre acompanhando o futebol brasileiro e mundial, possuía um acervo razoável de livros sobre o assunto e frequentemente participava de programas de rádio e TV relacionados ao tema. Foi a partir de suas pesquisas que foi possível a criação de um projeto chamado “pontos cardeais do futebol”, que demarcam os marcos do futebol no Brasil, e que culminou com a criação da lei municipal 15.522/12 que instituiu 24 de novembro como o “Dia em Memória do Futebol Brasileiro”.
Mills morreu em decorrência de um câncer que vinha tratando há alguns anos, em sua própria casa em São Paulo, em 24 de dezembro de 2018.

## Livros publicados
- 1996 — "Charles William Miller, 1894/1994 - Memoriam S.P.A.C." (Editora: Price Waterhouse)[5]
- 2005 — "Charles Miller — O pai do Futebol Brasileiro" (Editora: Panda Books)

### Charles William Miller, 1894/1994
Charles William Miller, 1894/1994 — Memoriam S.P.A.C. — conhecido simplesmente por Charles William Miller 1894–1994 — foi o primeiro livro publicado por John Mills. Ele foi lançado pela editora Price Waterhouse em 1996.

#### Sinopse do livro
| “ | Publicação editada pela Price Waterhouse e São Paulo Athletic Club em homenagem ao centenário do início da prática do futebol no Brasil, introduzido por Charles Miller. | ” |

### Charles Miller — O pai do Futebol Brasileiro
Charles Miller — O pai do Futebol Brasileiro é um livro escrito por John Mills que traz a biografia de Charles Miller, desde a vinda de sua família da Inglaterra, até a criação da primeira liga de futebol do Brasil, a Liga Paulista de Futebol.
Um dos pontos altos é a história sobre os bastidores da primeira partida de futebol do Brasil, que aconteceu no dia 14 de abril de 1895, na Várzea do Carmo..

#### Sinopse do Livro
| “ | Charles Miller voltou de uma temporada de estudos na Inglaterra, trazendo na bagagem duas bolas e um livro de regras de um novo esporte. Era o pontapé inicial para transformar o Brasil no país do futebol. Miller ganha agora sua primeira biografia. O historiador John Mills revela fatos, documentos e fotografia nunca antes publicados sobre o pai do futebol brasileiro. | ” |